# ラクマ
ラクマ（英: Rakuma）は、楽天グループ株式会社が運営するフリマアプリサービス。2014年11月25日サービス開始。

## 概要
楽天独自のフリマアプリとして2014年11月25日にAndroid版が、翌11月26日にiOS版が配信開始となった。
2016年9月には、日本初のフリマアプリであるフリルの運営会社「Fablic」を楽天が買収したことで、楽天グループ内に「フリル」と「ラクマ」という2つのフリマアプリが存在していたが、2018年2月26日に両サービスが統合され、名称が「ラクマ」に変更された。「ラクマ」は「楽天フリーマーケット」の略であると思われる。なお、新生ラクマは、フリルのシステムがベースとなり、UIもフリルのものを踏襲しているうえ、サイトのドメイン名もフリルのものをそのまま用いている。2022年4月5日には、アプリアイコンのトリコロール部分を、シャープなモチーフにすることで、より洗練された広がりのあるイメージを表現したデザインに変更した。また、ロゴも「ラクマ」をローマ字へ、ブランドカラーをレッドからブルーへ変更したことで、より未来感があるイメージを表現する為に変更した。
価格が競りあがるオークション形式ではなく、出品者が設定した販売価格にて購入者が即購入できる仕組みとなっている。代金の授受はエスクローシステムを採用している。購入者が支払った代金はラクマが預かり、取引が終了した後に出品者に支払われる。
日本国内限定のサービスであり、海外では利用できない。かつては2015年8月の利用規約変更に伴い海外からの出品が可能となっていたが、サポート面の強化から2019年12月に再度利用規約が変更され、海外からの出品が不可になった。
また、支払い方法の内、クレジットカードは長らく楽天カードの他、VISA、MasterCardしか使えなかったが、2021年5月26日からはJCB、アメリカン・エキスプレス、ダイナースクラブにも対応し、いわゆる国際5大ブランドに対応した。

## リリース
- 2014年
  - 11月7日 - ティザーサイトオープン[3]。
  - 11月17日 - 新サービスリリースの記者会見、リリース前キャンペーン開始[4]。
  - 11月25日 - Android版リリース[5]。
  - 11月26日 - iOS版リリース[6]。
- 2018年2月26日 - 子会社の株式会社Fablicが運営する「フリル」と統合し、「フリル」から新「ラクマ」へ名称を変更[7][8][9]。統合前の旧サービスについては、順次機能を停止し、終了した。
- 2021年5月26日 - JCB、アメリカン・エキスプレス、ダイナースクラブでの決済対応開始[10]。
- 2023年9月13日 - 台湾の比比昂株式会社が運営する台湾在住のユーザー向け購入代行サービス「Bibian」での購入代行における連携を開始[11]。

## 主なルール
現在、郵便局留め、宅配便営業所止め、郵便私書箱受け取り、私設私書箱受け取り、コンビニ受け取り、宅配ロッカー受け取りは、統合前後で取り扱いが異なる。統合前の旧ラクマでは可能、フリルでは禁止となっているが、統合後の新ラクマでは禁止となる。

## 競合サービス
業界最大手のメルカリ、女性専用でファッションに特化したフリル、LINEが運営するLINE MALL（2016年5月31日サービス終了）などが主な競合相手となっていた。メルカリが販売手数料10%なのに対しラクマは6.0%（税抜）であることや、楽天スーパーポイントが利用できること、不正品対策の充実などを強みとしていたが、販売手数料を利用状況に合わせる方式に変更を行った為、取引が全くないユーザーの場合は販売手数料は最大手のメルカリと同じ10%となっている。